# Valverde del Fresno
Valverde del Fresno (Valverde do Fresno en la fala de Xàlima) és un municipi de la vall de Xàlima a la província de Càceres, a la comunitat autònoma d'Extremadura (Espanya). Limita a l'oest amb Penamacor (Portugal), al nord amb Navasfrías (província de Salamanca) i a l'est i sud amb Eljas, San Martín de Trevejo, Villamiel i Cilleros.

## Llengua pròpia
A Valverde del Fresno i en general a la vall de Xàlima, existeix un dialecte que preval des de l'època de la conquesta cristiana per part dels reis Catòlics. Aquesta parla s'anomena fala de Xàlima. A Valverde la singularitat de la fala rep el nom de chapurrau, a la veïna localitat d'Eljas es diu lagarteiru i, a San Martín de Trevejo, manhegu. Existeix gran controvèrsia sobre el seu origen, si bé, per sobre de qualsevol valoració lingüística, cal destacar el fet sociològic de l'existència de nombrosos cognoms, denominacions de llocs, arquitectura i fins i tot gastronomia d'origen evidentment gallecportuguès.